# Laudo

El Río Coco, parte de cuyo cauce fue establecida por el rey de España Alfonso XIII en 1906 para resolver mediante laudo el conflicto fronterizo entre Honduras y Nicaragua.

Laudo es la denominación de la resolución que dicta un árbitro y que sirve para dirimir (resolver) un conflicto entre dos o más partes. El laudo es solamente la resolución de un árbitro, las resoluciones de un juez no llevarán nunca este nombre.
El equivalente al laudo en el orden jurisdiccional es la sentencia, que es la que dicta un juez. La diferencia estriba en que, mientras que la jurisdicción del juez viene marcada por la ley, la jurisdicción del árbitro viene dictada por la autonomía de la voluntad. Por lo tanto, el arbitraje debe ser aceptado por ambas partes (ya sea de forma previa, a través de un contrato, o de posteriormente, cuando ya ha surgido el conflicto) como forma de resolver el litigio